# نويل كيلي
نويل كيلي (بالإنجليزية: Noel Kelly)‏ هو لاعب دوري الرغبي أسترالي، ولد في 22 يناير 1936 في إبسوتش في أستراليا.